# カルタゴ州
カルタゴ州（カルタゴしゅう、スペイン語: Provincia de Cartago）は、コスタリカの州。国土の中央部に位置し、東でリモン州と、西でサンホセ州と隣接する。州都のカルタゴは、1823年にサンホセに遷されるまでコスタリカの首都であった。総面積3124.61平方キロ、総人口49万903人。8つの市（カントン）からなる。サンホセとは4車線のハイウェイで連絡している。
国内で最も小さな州のひとつであるが、植民地時代からの豊かな伝統を有する。最高峰は標高3600メートルのムエルテ山で、州内の最低地点はトゥリアルバ市内の標高90メートル地点とみられている。
州名はカルタゴにちなむ。

## 隣接州
- リモン州
- サンホセ州

## 州内の市
| 市名             | 中心地             | 総面積（平方キロ） | 人口（2000年国勢調査） | 設置                     | 図 |
| ---------------- | ------------------ | ------------------ | ---------------------- | ------------------------ | -- |
| カルタゴ市       | カルタゴ           | 287.77             | 132,006                | 1848年12月7日付法令36号  |    |
| パライソ市       | パライソ           | 411.91             | 52,243                 | 1848年12月7日付法令36号  |    |
| ラ・ウニオン市   | トレス・リオス     | 44.83              | 80,664                 | 1848年12月7日付法令36号  |    |
| ヒメネス市       | フアン・ビーニャス | 286.43             | 14,103                 | 1903年8月19日付法令84号  |    |
| トゥリアルバ市   | トゥリアルバ       | 1,642.67           | 68,495                 | 1903年8月19日付法令84号  |    |
| アルバラード市   | パカージャス       | 81.06              | 12,160                 | 1908年7月9日付法令28号   |    |
| オレアムーノ市   | サン・ラファエル   | 202.31             | 39,160                 | 1914年8月17日付法令68号  |    |
| エル・グアルコ市 | テハール           | 167.69             | 34,092                 | 1939年7月26日付法令195号 |    |

## ギャラリー

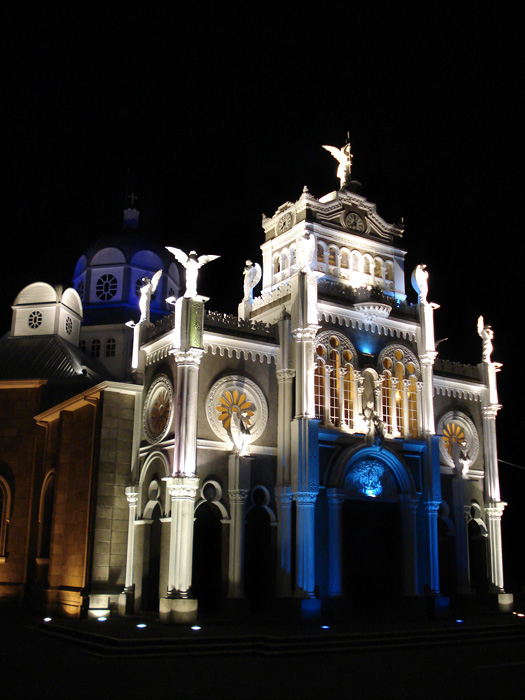
ロス・アンヘレス聖堂
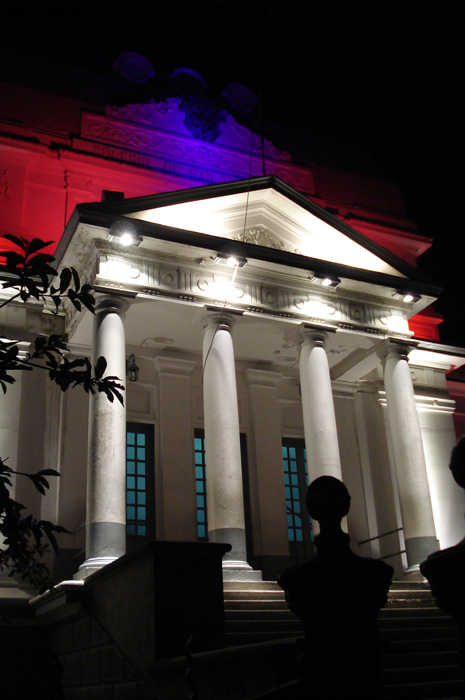
コレヒオ・サン・ルイス・ゴンサーガ
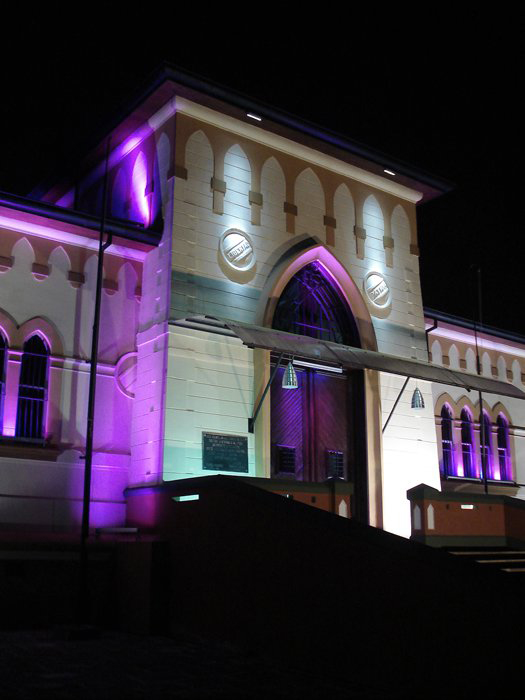
カルタゴ市立博物館
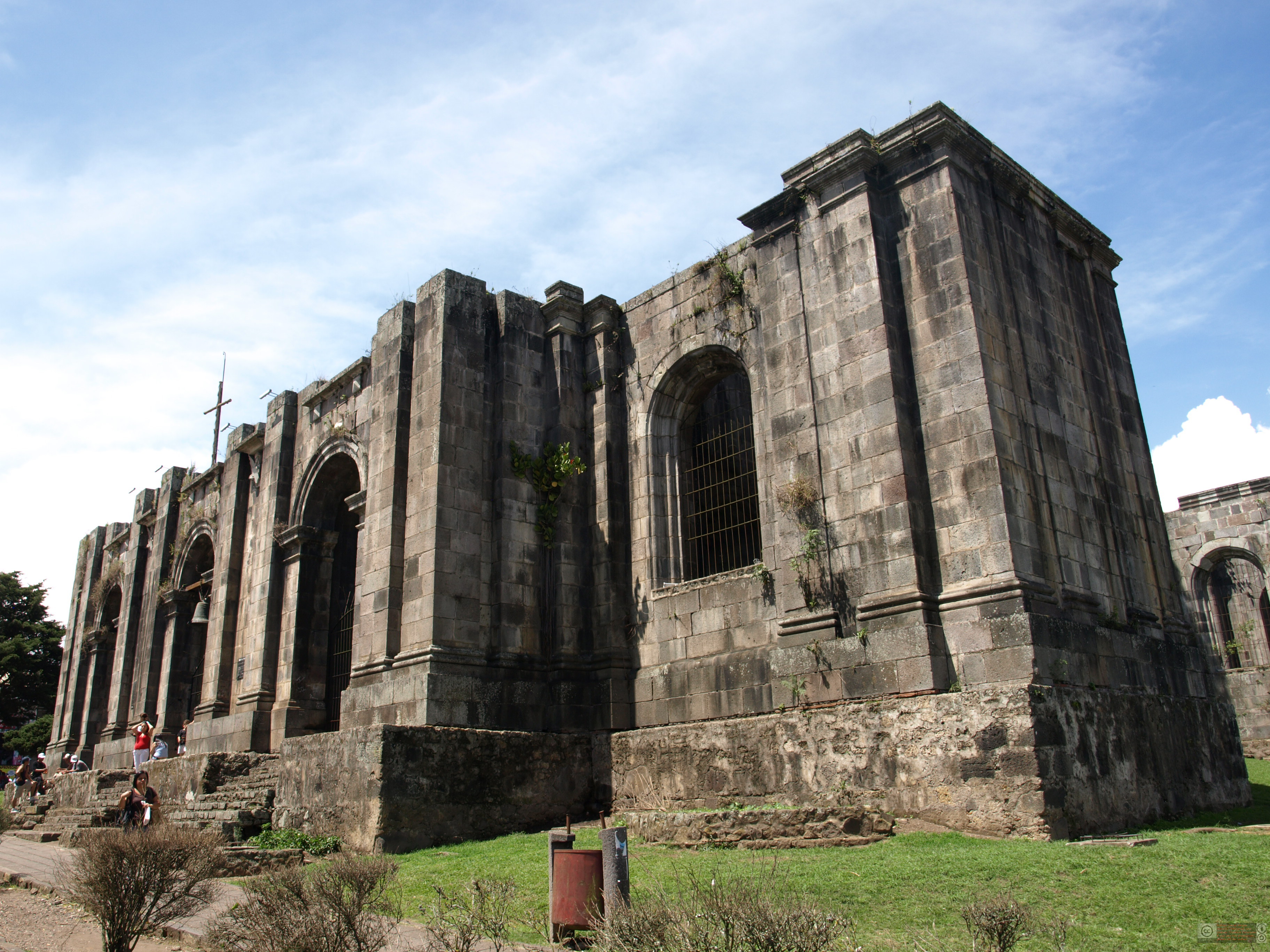
サンティアゴ使徒教会の廃墟
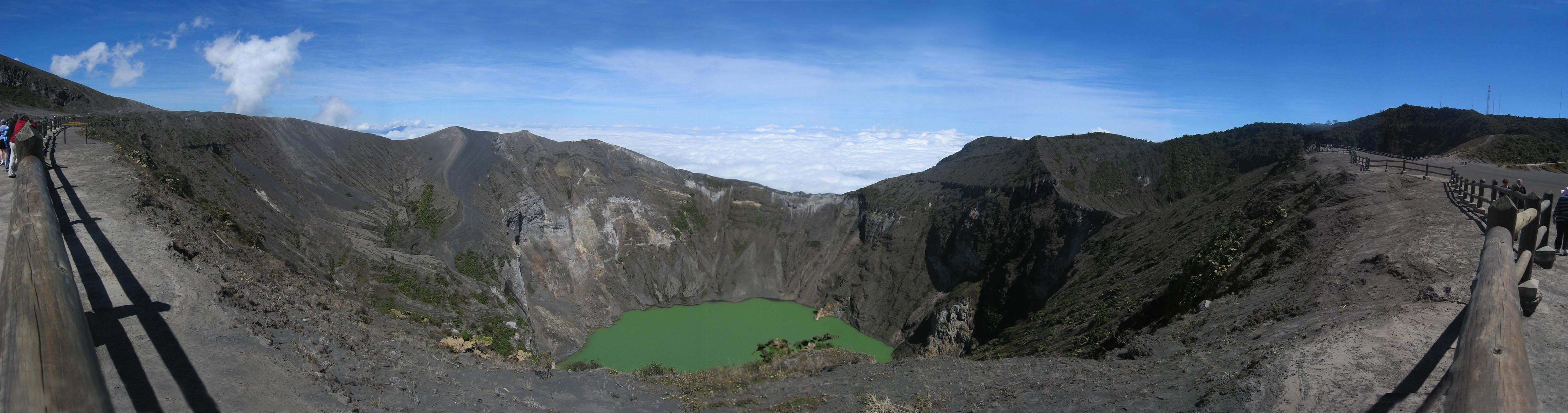
イラス火山
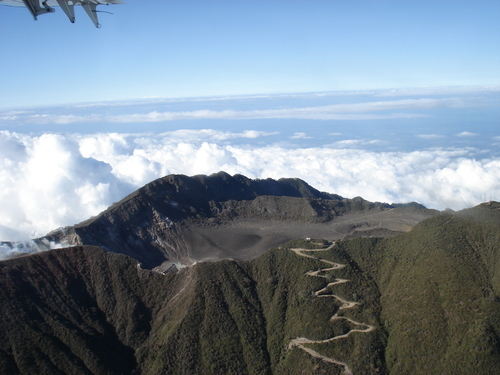
トゥリアルバ火山
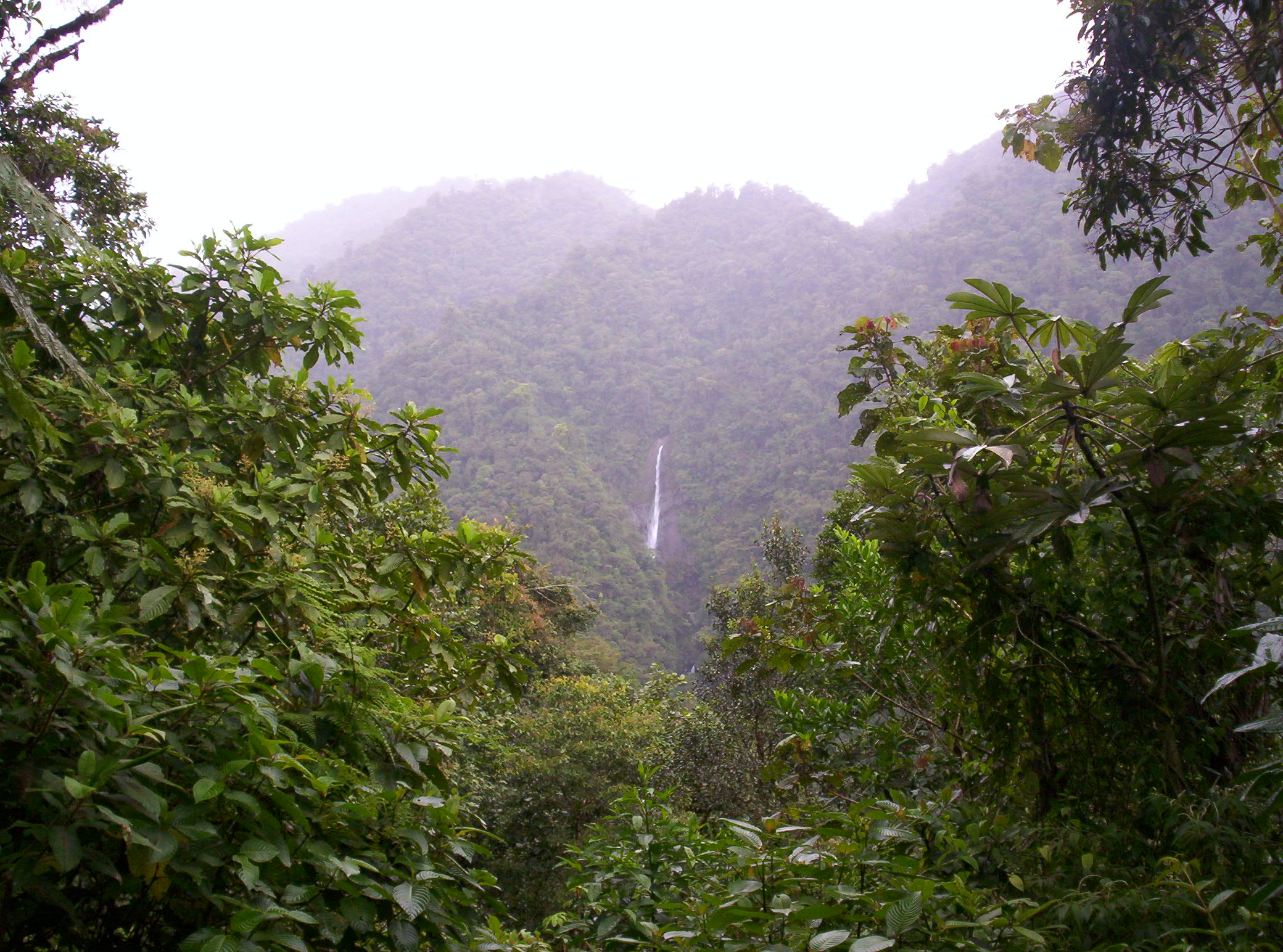
タパンティ国立公園
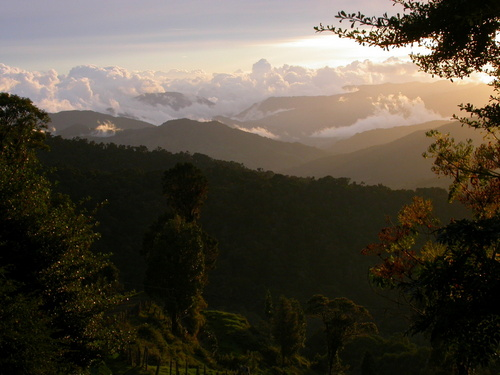
ムエルテ山